# Bernard Alexis Burquier
Bernard Alexis Burquier, auch Bernhard Alexis Burquier, CSA (* 25. Mai 1871 in Saint-Paul-en-Chablais, Frankreich; † 30. März 1943 in Saint-Maurice VS, Schweiz) war ein französischer Geistlicher.
Burquier trat am 1891 den Missionaren des hl. Franz von Sales bei. Am 3. April 1897 wurde er zum Priester geweiht. 1907 wechselte er in die Abtei Saint-Maurice der Augustiner-Chorherren. Am 8. August 1932 wurde er zum Abt der Abtei gewählt. 10 Tage später wurde er durch Papst Pius XI. als Abt bestätigt und zum Titularbischof von Betlehem ernannt. Am 21. September 1932 weihte Viktor Bieler, Bischof von Sitten, ihn zum Bischof. Mitkonsekratoren waren Albinus Raymund Netzhammer, ehemaliger Erzbischof von Bukarest, und Joseph Ambühl, Bischof von Basel.